# Far Barcelona
Le Far Barcelona est une goélette, un type de navire à voile aurique (voile  de forme quadrangulaire non symétrique). 
Il sert désormais de navire-école ; il est aussi l'ambassadeur de la ville de Barcelone.

## Description
C'est une goélette d'origine norvégienne qui servait à la pêche, à la chasse à la baleine, au cabotage et aux transports des immigrants sous le nom d’Anne Dorthea.  dimensions de 23 m de longueur, et avec un beaupré de 33 m de longueur maximale, 6,76 m de largeur et un déplacement de 140 tonnes . Il a récemment été intégré à la flotte du Musée Maritime de Barcelone.
Elle a été restaurée à Barcelone durant 15 ans (1991-2006) et équipée des technologies les plus sophistiquées ; elle tire son énergie du solaire et de l'éolien.

## Histoire
Elle appartenait initialement à deux associés de Haugesund et portait le nom d' Anne Dorthea en l'honneur de l'épouse de l'un d'eux. Au début, elle était essentiellement dédiée au commerce et au transport à travers la mer du Nord et la mer Baltique, notamment le hareng salé et les marchandises diverses. À l'occasion, il se consacre au transport d'émigrants vers l'Amérique du Nord. Dans la seconde moitié du XXe siècle, un moteur diesel de 100 CV a été ajouté et au cours des années 1970, il a été retiré du service pour des travaux de restauration effectués dans la baie de Forlandsvaag. En 1984, le navire a été acquis par Miquel Borillo Esteve qui s'est consacré à sa réhabilitation, d'abord dans le port de Vinaròs et en 1990 dans le port de Barcelone, avec l'aide de l'association "Barcelona, fest-te a la mar" et, plus tard, par le "Consorci el Far".  Des groupes confrontés à des problèmes d’exclusion sociale et professionnelle ont participé à sa restauration. Il a été adapté et transformé en navire-école, destiné à l'enseignement de la navigation traditionnelle et à la réinsertion sociale en école ouverte. En juillet 2006, la goélette a été rebaptisée Far Barcelona lors d'une cérémonie présidée par Joan Clos, alors maire de Barcelone, et le même été, elle a participé à deux étapes de la régate Tall Ships' Races.
En raison de la dissolution du Consorci El Far, le navire est devenu partie intégrante de la collection de bateaux du Musée maritime de Barcelone en septembre 2016.

## Manifestations de grands voiliers
Présence à Rouen :
- Armada 2008.

Départ de Rouen :
- de la Tall Ships' Race (Rouen - Liverpool 2008).

Engagée dans la Mediterranean Tall Ships Regatta 2013 elle sera présente à Toulon Voiles de Légende.